# Buitenkamp Bad-Warmbrunn
Buitenkamp Bad-Warmbrunn (Duits: Außenlager Bad-Warmbrunn) was een subkamp van het in Neder-Silezië gesitueerde concentratiekamp Groß-Rosen.

## Het kamp
Het kamp werd opgericht in oktober 1944 in de stad Bad-Warmbrunn, tegenwoordig Cieplice Śląskie-Zdrój in Polen en bevatte alleen mannelijke gevangenen, voornamelijk Poolse, Belgische en Nederlandse Joden die uit Auschwitz waren overgeplaatst. Het kamp was gelegen in de directe nabijheid van de productiehallen van papiermachinefabriek Füllner Werke AG (tegenwoordig PMP Group) waar de gevangenen dwangarbeit moesten verrichten en die op dat moment ook (delen van) wapens (Houwitser-schwere Feldhaubitze 18-) en munitie produceerde. Sommige gevangenen werkten reeds enkele maanden in de fabriek –vóór het begin van het kamp–, deze gevangenen werden dagelijks vanuit Buitenkamp Hirschberg hiernaartoe gebracht. In het kamp heerste een hoog sterftecijfer: volgens de Poolse arts en schrijver Arnold Mostowicz zijn ca. 400 gevangenen gestorven aan de gevolgen van tyfus.

## Sluiting van het kamp
Begin februari 1945, toen de Sovjettroepen de toenmalige Pools-Duitse grens inmiddels waren overgestoken werd een deel van de (nog) gezonde gevangenen geëvacueerd en gedwongen deel te nemen aan een dodenmars naar Greiffenberg in Schlesien (nu Gryfów Śląski) echter na twee dagen werden degenen die deze uitputtende tocht hadden overleefd, teruggestuurd naar Buitenkamp Bad-Warmbrunn. In het midden van april 1945 werd het kamp definitief gesloten en de gevangenen geëvacueerd naar Buitenkamp Riese.

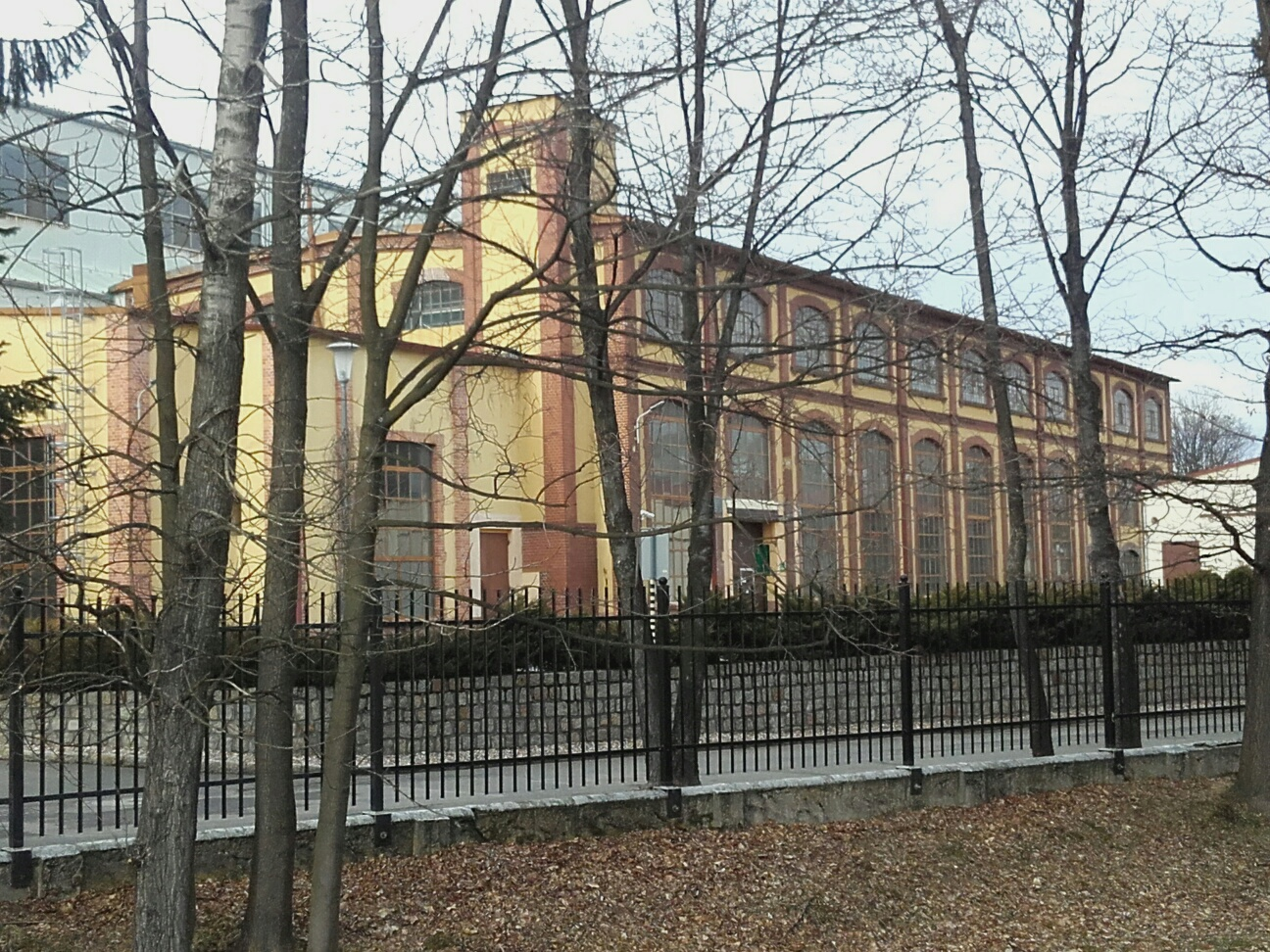
Voormalig Füllner Werke AG fabriek (2017)